# Ривертон (Небраска)
Ривертон (енгл. Riverton) град је у америчкој савезној држави Небраска.

## Демографија
По попису из 2010. године број становника је 89, што је 56 (-38,6%) становника мање него 2000. године.
| Група             | 2000.       | 2010.      |
| Белци             | 140 (96,6%) | 86 (96,6%) |
| Афроамериканци    | 0 (0,0%)    | 0 (0,0%)   |
| Азијати           | 1 (0,7%)    | 0 (0,0%)   |
| Хиспаноамериканци | 3 (2,1%)    | 0 (0,0%)   |
| Укупно            | 145         | 89         |